# Waisake Sabutu
Waisake Sabutu (20 gennaio 1981) è un calciatore figiano, attaccante del Wairarapa United.

## Carriera

### Club
Ha giocato nel campionato figiano e neozelandese.

### Nazionale
Ha debuttato in Nazionale nel 2003. Ha partecipato, con la Nazionale, alla Coppa delle nazioni oceaniane 2004.